# Gunung Pugung
Gunung Pugung är ett berg i Indonesien.   Det ligger i provinsen Lampung, i den västra delen av landet, 400 km väster om huvudstaden Jakarta. Toppen på Gunung Pugung är 1 956 meter över havet.
Terrängen runt Gunung Pugung är kuperad åt sydost, men åt nordväst är den bergig. Gunung Pugung är den högsta punkten i trakten. Runt Gunung Pugung är det ganska tätbefolkat, med 120 invånare per kvadratkilometer. I omgivningarna runt Gunung Pugung växer i huvudsak städsegrön lövskog.